# Carcinonemertes regicides
Carcinonemertes regicides är en djurart som tillhör fylumet slemmaskar, och som beskrevs av Shields, Wickham och Kuris 1989. Carcinonemertes regicides ingår i släktet Carcinonemertes och familjen Carcinonemertidae. Inga underarter finns listade i Catalogue of Life.